# دوغ دوبوز
دوغ دوبوز (بالإنجليزية: Doug DuBose)‏ هو لاعب كرة قدم أمريكية أمريكي، ولد في 14 مارس 1964 في نيو لندن في الولايات المتحدة.

## وصلات خارجية
- دوغ دوبوز على موقع مرجع كرة القدم المحترفة.كوم (الإنجليزية)
- دوغ دوبوز على موقع JustSportsStats.com (الإنجليزية)
- دوغ دوبوز على موقع كلية كرة القدم في سبورتس رفرنس.كوم (الإنجليزية)